# Пост секционирования контактной сети
Пост секционирования контактной сети — электротехническая установка для защиты контактной сети от токов короткого замыкания.

## Назначение и классификация
Контактная сеть (КС) железных дорог (а также городского электротранспорта) состоит из изолированных участков, каждый из которых запитывается от отдельных тяговых подстанций (ТП). Посты секционирования (ПС)  предназначены для перераспределения электроэнергии между соседними участками в зависимости от текущей нагрузки на этих участках (что ведёт к существенным снижениям потерь электроэнергии), а также для защиты КС от коротких замыканий. В зависимости от напряжения контактной сети ПС изготавливают либо на напряжение 3 кВ постоянного тока, либо 25 кВ переменного тока.
ПС обеспечивает:
- удобство обслуживания
- селективность защиты
- защиту по минимальному напряжению на фидерах
- защиту фидеров от тока короткого замыкания
- автоматическое повторное включение (АПВ) высоковольтных выключателей (ВВ)
- телесигнализацию (ТС) положения ВВ и разъединителей, аварийную и предупредительную сигнализацию
- дистанционное управление и телеуправление (ТУ) высоковольтными выключателями, а также приводами фидерных и продольных разъединителей КС
- телеизмерение тока и напряжения на фидерах в нормальном и аварийном режимах
- автоматическое поддержание нормированного температурного режима внутри модуля

## Конструкция
Конструктивно современные ПС выпускают в виде металлических модулей. Корпус модуля снаружи и изнутри обшит металлическими листами, в промежутках заполнен теплоизоляционным материалом. Модуль разделён на низковольтную камеру и высоковольтный отсек.

## Высоковольтный отсек
В высоковольтном отсеке расположены:
- высоковольтные быстродействующие выключатели типа ВАБ для ПС 3 кВ или вакуумные выключатели для ПС 25 кВ
- заземляющий разъединитель
- вспомогательная измерительная  и другая аппаратура

Подключение ПС к КС осуществляется через проходные изоляторы. 

## Отсек управления
В отсеке управления находятся:
- аппаратура питания собственных нужд
- аппаратура управления высоковольтными выключателями и фидерными разъединителями
- аппаратура телеуправления и телесигнализации поста
- аппаратура поддержания заданного температурного режима внутри модуля
- аппаратура управления продольными разъединителями КС
- аппаратура защиты фидеров КС

В современных ПС контроль и управление всей аппаратурой осуществляется через программируемый контроллер, что позволяет легко контролировать и регистрировать все режимы поста и параметры контактной сети через аппаратуру ТУ-ТС и компьютер диспетчера.
Современные ПС поставляются в виде готового модуля с установленным и налаженным силовым и вспомогательным оборудованием. Габариты модуля позволяют свободно перевозить его автомобильным и железнодорожным транспортом.